# Caio Otávio (avô de Augusto)
Caio Otávio (em latim: Caius Octavius) foi um oficial romano da República Romana. Filho do tribuno militar Caio Otávio, foi pai de Caio Otávio e avô do imperador Augusto (r. 27 a.C.–14 d.C.). Viveu tranquilamente em sua vila em Velitras, satisfeito com as honras municipais de sua cidade natal, e não aspirou nenhuma dignidade. Foi dono de considerável propriedade, provavelmente obtida através de agiotagem, fato sugerido quando Marco Antônio e Caio Cássio Parmense afirmaram que Augusto era neto de um banqueiro ou agiota.